# Melikertes gujaratensis
Melikertes gujaratensis  (лат.) — ископаемый вид пчёл из подсемейства Apinae, найденный в раннеэоценовом камбейском янтаре (Индия, Гуджарат).

## Описание
Мелкие ископаемые пчёлы, длина тела около 3 мм. Длина переднего крыла 2,28 мм. В крыле две субмаргинальные ячейки. Мандибулы и скапус усика узкие и длинные.
Один из древнейших ископаемых видов пчёл, возраст находки около 50—52 млн лет (ранний эоцен). Впервые описан в 2013 году американским энтомологами Майклом Энджелом, Jaime Ortega-Blanco (Division of Entomology, Natural History Museum, and Department of Ecology & Evolutionary Biology, University of Kansas, Лоренс, Канзас, США), Paul C. Nascimbene (Division of Invertebrate Zoology, American Museum of Natural History, Нью-Йорк) и палеонтологом из Индии Hukam Singh (Birbal Sahni Institute of Palaeobotany, Lucknow, Индия). Название виду Melikertes gujaratensis дано по имени местонахождения (штат Gujarat). Вид Melikertes gujaratensis Engel & Ortega-Blanco, 2013 выделен в новый подрод Paramelikertes Engel & Ortega-Blanco, 2013 в составе вымершей трибы Melikertini. Ранее в составе ископаемого рода Melikertes были описаны три вида из балтийского янтаря: Melikertes proavus (Menge), Melikertes stilbonotus (Engel), и Melikertes clypeatus Engel.